# AO Mensae
AO Mensae eller HD 45081, är en ensam stjärna belägen i norra delen av stjärnbilden Taffelberget. Den har en högsta skenbar magnitud av ca 9,96 och kräver ett teleskop för att kunna observeras. Baserat på parallax enligt Gaia Data Release 2 på ca 25,47 mas beräknas den befinna sig på ett avstånd av ca 128 ljusår (ca 39 parsec) från solen. Den rör sig bort från solen med en heliocentrisk radialhastighet av ca 16 km/s. Stjärnan ingår i rörelsegruppen Beta Pictoris, en lös sammanslutning av unga stjärnor som rör sig genom Vintergatan.

## Egenskaper

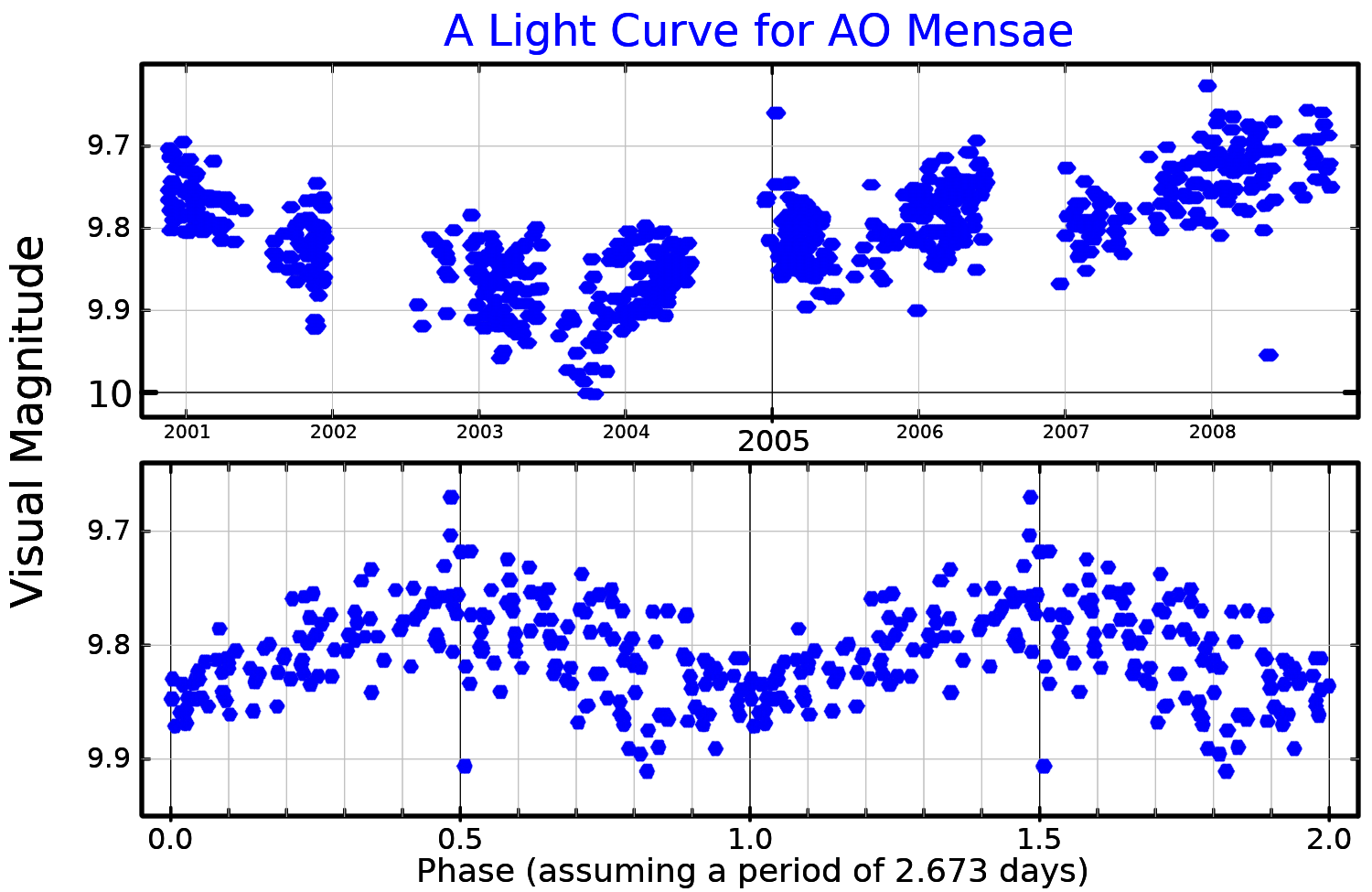
Ljuskurva i visuella bandet för AO Mensae, plottad från Kiraga (2012)

AO Mensae är en orange till gul stjärna i huvudserien av spektralklass K4 Ve, där e-suffixet anger emissionslinjer i dess spektrum. Den har en massa av ca 0,69 solmassa, en radie av ca 0,91 solradie och utsänder energi från dess fotosfär motsvarande ca 0,26 gånger solen vid en effektiv temperatur av ca 4 400 K. Den är en ung stjärna och en röntgenkälla, en av de starkaste sådana röntgenstrålarna i solområdet, och är kategoriserad som en BY Draconis-variabel, även om det råder en viss osäkerhet i denna uppgift.